# Gyula (stacja kolejowa)
Gyula (węg. Gyula vasútállomás) – stacja kolejowa w Gyula, w komitacie Békés, na Węgrzech. 
Stacja znajduje się na lokalnej linii kolejowej 128 Békéscsaba – Püspökladány i obsługuje wyłącznie pociągi regionalne.

## Linie kolejowe
- Linia 128 Békéscsaba – Püspökladány